# Liste der Monuments historiques in Malandry
Die Liste der Monuments historiques in Malandry führt die Monuments historiques in der französischen Gemeinde Malandry auf.

## Liste der Objekte
| Bezeichnung                                 | Beschreibung                                                                                      | Standort                        | Kennzeichnung | Schutzstatus | Datum | Bild |
| ------------------------------------------- | ------------------------------------------------------------------------------------------------- | ------------------------------- | ------------- | ------------ | ----- | ---- |
| Skulptur Johannes der Täufer                | Holz, farbig gefasst, 18. Jahrhundert                                                             | in der Kirche St-Macaire (Lage) | PM08000849    | Inscrit      | 1974  |      |
| Hauptaltar                                  | Altartisch und Baldachin; Holz, farbig gefasst, Anfang des 19. Jahrhunderts                       | in der Kirche St-Macaire (Lage) | PM08000852    | Inscrit      | 1974  |      |
| Skulptur Heiliger Nikolaus                  | Holz, farbig gefasst, 18. Jahrhundert                                                             | in der Kirche St-Macaire (Lage) | PM08000846    | Inscrit      | 1974  |      |
| Skulptur Madonna der Wundertätigen Medaille | Holz, farbig gefasst, versilbert und vergoldet, Mitte des 19. Jahrhunderts                        | in der Kirche St-Macaire (Lage) | PM08000848    | Inscrit      | 1974  |      |
| Kruzifix                                    | Holz, farbig gefasst, 18. Jahrhundert                                                             | in der Kirche St-Macaire (Lage) | PM08000850    | Inscrit      | 1974  |      |
| Kanzel                                      | Holz,18. Jahrhundert                                                                              | in der Kirche St-Macaire (Lage) | PM08000851    | Inscrit      | 1974  |      |
| Drei Skulpturen: Madonna mit Kind           | mit unterschiedlichen Attributen; Holz, farbig gefasst, versilbert und vergoldet, 18. Jahrhundert | in der Kirche St-Macaire (Lage) | PM08000847    | Inscrit      | 1974  |      |
| Grabstein für Jeanne de Custine             | Kalkstein, bezeichnet 1736                                                                        | in der Kirche St-Macaire (Lage) | PM08000854    | Inscrit      | 1974  |      |
| Taufbecken                                  | Kalkstein, Holzdeckel, 18. Jahrhundert                                                            | in der Kirche St-Macaire (Lage) | PM08000853    | Inscrit      | 1974  |      |